# المقداح (مناخة)

تعديل مصدري - تعديل

المقداح هي إحدى قرى عزلة دعوة بمديرية مناخة التابعة لمحافظة صنعاء، بلغ تعداد سكانها 160 نسمة حسب تعداد اليمن لعام 2004.